# Cantón de Bourbon-Lancy
El cantón de Bourbon-Lancy era una división administrativa francesa, que estaba situada en el departamento de Saona y Loira y la región de Borgoña.

## Composición
El cantón estaba formado por diez comunas:
- Bourbon-Lancy
- Chalmoux
- Cronat
- Gilly-sur-Loire
- Lesme
- Maltat
- Mont
- Perrigny-sur-Loire
- Saint-Aubin-sur-Loire
- Vitry-sur-Loire

## Supresión del cantón de Bourbon-Lancy
En aplicación del Decreto nº 2014-182 de 18 de febrero de 2014, el cantón de Bourbon-Lancy fue suprimido el 22 de marzo de 2015 y sus 10 comunas pasaron a formar parte del nuevo cantón de Digoin.